# 河野通久
河野 持通／通久（かわの もちみち／みちひさ）は、室町時代中期の武将。伊予の守護大名。
初めは室町幕府の将軍・足利義持の偏諱を受けて持通と名乗っていたが、のちに鎌倉時代の当主に肖って通久に改名（これは義持の死後に｢持｣の字を避けるために行われたものと推測される）。

## 生涯
父の河野通義（みちよし、河野通堯の子）は早世しており、河野氏の家督は叔父（通義の弟）に当たる通之（みちゆき、予州家の祖）が継いでいたが、後に譲られて当主となった。しかし、通久の相続に不満を持っていた通之の子通元（みちもと）と対立し、河野氏の家督をめぐる内紛が始まった。この争いは両者の死後も続き、応仁の乱以降まで続くこととなる。
豊後国守護の大友氏内で内紛が発生すると、幕府から反幕府方の大友持直らの追討を命じられ九州に出兵するが、永享7年（1435年）、豊後姫岳の戦いで持直に敗れて討死した。
河野氏の家督は子の教通が継いだが、惣領の座を狙う通元や、その嫡子通春と争っている。